# 固体物理学
固体物理学是凝聚态物理学中最大的分支。它研究的对象是固体，特别是原子排列具有周期性结构的晶体。固体物理学的基本任务是从微观上解释固体材料的宏观物理性质，主要理论基础是非相对论性的量子力学，还会使用到电动力学、统计物理中的理论。主要方法是应用薛定谔方程来描述固体物质的电子态，并使用布洛赫波函数表达晶体周期性势场中的电子态。在此基础上，发展了固体的能带论，预言了半导体的存在，并且为晶体管的制造提供理论基础。

## 背景
固態材料由緊密堆積的原子所構成，原子之間有強烈的作用力。此作用力決定了固體的機械性質（如硬度及彈性）、熱學、電學、磁學與光學等特性。根據組成物質及形成材料時的條件，材料內的原子可能會形成規則（晶体，包括金属 和冰）或是不規則（无定形体，像是一般常見的玻璃）的排列。
作為一個一般性的理論，固態物理學的研究主要聚焦於晶體。這主要是因為晶體中原子的週期性有助於數學模型的建立。同樣地，晶體材料往往有可以利用在工程学上的電機、磁學、光学或机械工程性質。
晶體中微粒的作用力有多種形式。离子晶体中，阴阳离子以离子键结合。分子晶体中，参与成键的原子通过共用电子形成共价键结合。金属晶体中，电子离域，形成金属键。惰性氣體不成键；固態時，將其聚集的力量來自於各個原子的電子雲極化所造成的凡得瓦力。不同種固體之間的差異，便是源於鍵結種類的不同。

## 歷史
儘管固體的物理性質在數世紀以來一直是科學界中普遍的問題，以「固態物理學」為名的研究領域出現卻遲至1940年代才出現，特別隨著美國物理學會的固態物理部門（Division of Solid State Physics, DSSP）的建立而確定。固態物理部門滿足了工業界中物理學家的需求，固態物理學也因此與固體相關實驗在技術上的運用連結在一起。到了1960年代初期，固態物理部門已成為美國物理學會中最大的部門。
二戰後，歐洲也出現了大型的固態物理學家社群，特別是在英國、德國及蘇聯。在美國及歐洲，固態物理因在半導體、超導現象、核磁共振等現象上的研究而成為重要的研究領域。冷戰早期，固態物理的研究對象往往不僅止於固體，為1970年代至1980年代凝聚態物理學的發展奠基。凝聚態物理學主要由研究固體、液體、電漿及其他複合物的常用技巧組成。目前，固態物理學通常被認為是凝聚態物理學的分支，專注於具固定晶格的固體的性質。

## 晶體結構及性質

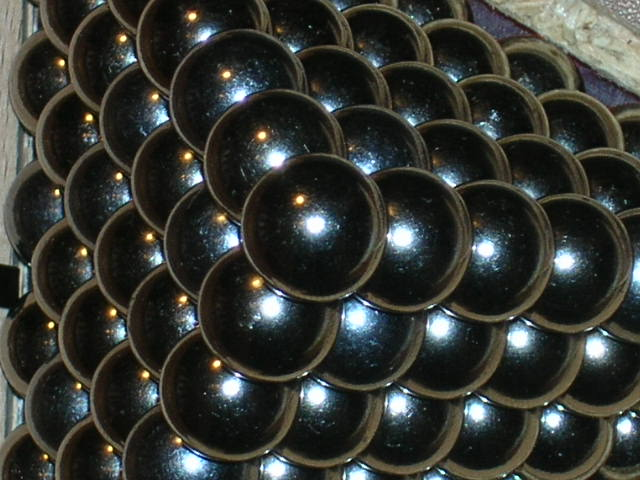
一個简单立方晶系的示例

許多材料的特性取決於其晶体结构。有許多晶体学上的技巧可以用來研究晶體結構，如X射线晶体学、中子衍射技术及电子衍射。
晶狀固態材料中的個別晶體大小會因組成材料及初始的形成條件而有所不同。日常生活中會接觸的大多數晶狀材料都是多晶體，其中的個別晶體大小約在微觀尺度，但是巨觀大小的单晶亦可在天然（如钻石）或人工過程中產生。
實際的晶體中存在晶体缺陷或不同於理想結構的不規則排列，這些缺陷對實際材料的許多電學及力學上的特性有關鍵的影響。

## 電子性質
固体物理探討材料的諸多性質，如电阻率及熱容量。德鲁德模型是一個早期的導電模型，此模型將分子运动论套用到固体中的电子。透過假設材料中帶有不能移動的正離子、及一團由古典物理中不產生交互作用的電子所構成的「電子雲」，德鲁德模型得以解釋電導率和熱導率，以及金屬的霍爾效應，雖然電子熱容被大大地高估了。
阿諾·索末菲在自由電子模型（又名德鲁德-索末菲模型）中將古典的德鲁德模型與量子力学結合。此模型中，電子被假想為費米氣體，該氣體中的組成粒子遵守量子力學的费米-狄拉克统计。自由電子模型對金屬的熱容量的預測更為精準，但卻無法解釋絕緣體為何存在。
近自由电子近似为自由电子模型的修正版，其藉由周期性的微扰模拟导电电子及晶体中的离子之间的相互作用。藉由导入能带结构的概念，此理论成功解释了导体、半导体及绝缘体的存在。
近自由电子近似将位能具周期性时的薛定谔方程改写，在此条件下的波函数解称为布洛赫波。由于布洛赫的理论只适用于周期性位能，且材料中的原子会不停地随机移动，打乱周期性，此理论只能算是一个近似。尽管如此，此近似仍极具价值：没有此近似的话，大多数的固体物理分析会变得将当棘手，位能与其周期性之间的误差则以微扰理论处理。此外，平移对称性会被材料边界破坏。因为材料的原子数非常大，可以把材料看成是一个满足热力学极限的系统。因此，平移对称性便恢复，可以用布洛赫的理论来近似地描述材料的能带与体态性质。